# 東喜三郎
東喜三郎（ひがし きさぶろう、1936年12月10日-）は、バンダイグループ（現バンダイナムコグループ）の元役員。

## 略歴
福岡県出身。日本大学芸術学部美術科卒業、漫画家を目指したが、玩具が好きということで1964年に（株）バンダイ入社。1987年、コンシューマゲームの責任者として（株）バンプレストへ移籍。コンパチヒーローシリーズ、スーパーロボット大戦シリーズ、ONIシリーズなどの起ち上げ役の一人。バンプレスト常務取締役、バンプレソフト専務取締役、ユニファイブ常勤監査役などを歴任。2000年に退社、バンプレスト顧問、バンプレストCESA理事代理、CESA教育部会部会長、CESA理事を務めた。
コンパチヒーローシリーズには「きさぶろう」や「キサブロー博士」というキャラクターが登場、コンパチヒーローシリーズのキャラクターを取り入れたスーパーロボット大戦OG外伝にも「キサブロー・アズマ」が登場している。
趣味はゴルフ、写真、絵画。絵画に関しては著書に『世界帆船画集 - 波涛を越えて』がある。